# Красновский (Орловская область)
Красновский — упразднённый посёлок, существовавший в XX веке на территории Дмитровского района Орловской области. Входил в состав Горбуновского сельсовета.

## Географическое положение
Располагался в 6 км к юго-востоку от Дмитровска. Состоял из одной улицы, протянувшейся с запада на восток. Ближайшие, ныне существующие населённые пункты — село Брянцево и деревня Мошки.

## История
В 1927 году в посёлке было 11 дворов, проживало 57 человек (27 мужского пола и 30 женского). В то время Красновский входил в состав Горбуновского сельсовета Лубянской волости Дмитровского уезда. В 1937 году в посёлке было 12 дворов. Во время Великой Отечественной войны Красновский оказался в зоне оккупации. Освобождён Красной армией в августе 1943 года. К 1965 году посёлок был упразднён.